# Indulf de Escocia
Indulf de Escocia (en gaélico escocés Idulb mac Causantín, muerto en 962) fue rey de Escocia, hijo de Constantino II. Su nombre deriva del nórdico antiguo Hildulfr y del inglés antiguo Eadwulf. Sucedió a Malcom I y conquistó Edimburgo en el 960, pero los noruegos desembarcaron al Norte del país, le vencieron y le mataron.
Fue enterrado en Iona. Fue sucedido por Dubh, hijo de su predecor. Sus propios hijos, Culen y Amlaíb fueron reyes posteriormente. Eochaid, su tercer hijo, fue asesinado con Cuilen por el rey de Strathclyde en 971.